# Homerun Tour
Homerun Tour es la segunda gira oficial de conciertos del cantante y rapero argentino Paulo Londra, realizada para promocionar su primer álbum de estudio Homerun (2019). La gira comenzó el 29 de junio de 2019 en Asunción (Paraguay) y culminó el 20 de enero de 2020 en Jesús María (Argentina).

## Antecedentes
Antes de comenzar con su gira, Londra se presentó en varios festivales de música importantes como el Lollapalooza Chile, el Lollapalooza Argentina y el Festival Asunciónico en Paraguay. Poco después, anunció una fecha para el 3 de mayo de 2019 en el teatro Metropolitano de Rosario, el cual funcionaría como la antesala de lo que sería su gira oficial. El 23 de mayo de ese año, Londra publicó su álbum debut, que fue un éxito comercial en América Latina. Después, se anunció que el 29 de junio de 2019 sería la primera fecha de su segunda gira, la cual tendría su inicio en Asunción, Paraguay.
El 16 de abril del 2019, Paulo confirmó un show en Chile. En mayo de ese año, Londra anunció las fechas que lo llevarían a recorrer España por primera vez. En junio, anunció su primera fecha en Costa Rica, Perú y agregó dos shows más en su gira europea, siendo Valencia y Sevilla los lugares elegidos. En julio, confirmó sus presentaciones en Córdoba, Buenos Aires y Nequén. En agosto, anunció las fechas para San Miguel de Tucumán y Guatemala. En septiembre, Paulo agregó una fecha en Panamá y Uruguay.
A mediados de noviembre del 2019, el cantante confirmó su participación en la edición 2020 del Festival Nacional de Doma y Folklore en Jesús María y en el Festival Estéreo Picnic en Colombia. Ese mismo mes, Londra anunció dos fechas para su gira en México y en febrero del 2020 agregó dos shows más, sin embargo, debió cancelarlas por el inicio de la pandemia de COVID-19.

## Recepción

### Comentarios de la crítica
La gira recibió críticas favorables por parte de la prensa, la cual resaltó la puesta en escena del tour y la actitud de Londra. El diario Última Hora destacó que Londra durante su presentación «derrochó sencillez» y mostró «un carisma único». Por su parte, Alexánder Sánchez del periódico La Nación valoró el show del artista, diciendo que «fue dinamita pura» debido a «su flow lleno de sensualidad y románticos aderezos». Patricio Pérez de  CNN Chile calificó al espectáculo como «sólido», a Londra como «espontáneo» y «que ha logrado definir un show coherente».

### Desempeño comercial
El show de Londra en Costa Rica tuvo una asistencia de 11.000 personas que agotaron las entradas en su totalidad. Las dos fechas en la ciudad de Córdoba fueron agotadas con un total de 9.000 tickets vendidos para cada show. En su concierto de Santiago de Chile también agotó las entradas en el Movistar Arena donde fue visto por más de 12.000 espectadores. Los shows de Barcelona y Madrid también fueron agotados en su totalidad con 10.000 y 11.000 entradas vendidas respectivamente. En su recital de Lima, logró vender más de 5.000 entradas aproximadamente. El concierto más exitoso de Londra fue el que tuvo lugar en el Hipódromo de Palermo en Buenos Aires, donde agotó todos los tickets y tuvo una asistencia de más de 25.000 personas, convirtiéndose así en su show más multitudinario en la historia de su carrera.

## Actos de apertura
- Humbertiko (29 de junio de 2019).[33]
- Jean Kala y Trapical Minds (24 de agosto de 2019).[25]
- Lit Killah (14 de septiembre de 2019).[34]
- Harry Nach (3 de octubre de 2019).[35]
- M2H (25 de octubre de 2019).[36]
- Kiddo Toto, Malena Villa y Lit Killah (2 de noviembre de 2019).[37]

## Invitados
- Fabricio Oberto (7 de septiembre de 2019).
- Facundo Campazzo (12 de octubre de 2019).

## Repertorio
Esta lista de canciones es del show del 7 de septiembre de 2019 en Córdoba. No pretende representar todos los conciertos de la gira.
| Repertorio (2019-2020) |
| --- |
| Repertorio principal: 1. «Homerun (Intro)» 2. «Sigan hablando de mí» 3. «Condenado para el millón» 4. «No puedo» 5. «Luna llena» 6. «Relax» 7. «Sólo pienso en ti» 8. «Maldita abusadora» 9. «Forever Alone» 10. «Nena maldición» 11. «Me tiene mal» 12. «Te amo» 13. «Romeo y Julieta» 14. «Demasiado loco» 15. «Nothing on You» 16. «Dímelo» 17. «Chica paranormal» 18. «Tal vez» 19. «So Fresh» 20. «Por eso vine» 21. «Cuando te besé» 22. «Adán y Eva» |

## Fechas
| Fecha                    | Ciudad              | País       | Lugar                         | Telonero/a                            | Entradas        |
| ------------------------ | ------------------- | ---------- | ----------------------------- | ------------------------------------- | --------------- |
| América del Sur          |                     |            |                               |                                       |                 |
| 29 de junio de 2019      | Asunción            | Paraguay   | SND Arena                     | Humbertiko                            | —               |
| 24 de agosto de 2019     | Alajuela            | Costa Rica | Anfiteatro Coca-Cola          | Jean Kala y Trapical Minds            | 11.000 / 11.000 |
| 7 de septiembre de 2019  | Córdoba             | Argentina  | Orfeo Superdomo               | N/A                                   | 9.000 / 9.000   |
| 8 de septiembre de 2019  | Córdoba             | Argentina  | Orfeo Superdomo               | N/A                                   | 9.000 / 9.000   |
| 14 de septiembre de 2019 | Nequén              | Argentina  | Espacio DUAM                  | Lit Killah                            | 15.000 / 15.000 |
| 3 de octubre de 2019     | Santiago            | Chile      | Movistar Arena                | Harry Nach                            | 12.000 / 12.000 |
| 5 de octubre de 2019     | Tucumán             | Argentina  | Club Central Córdoba          | N/A                                   | —               |
| Europa                   |                     |            |                               |                                       |                 |
| 11 de octubre de 2019    | Barcelona           | España     | Palau Sant Jordi              | N/A                                   | 10.000 / 10.000 |
| 12 de octubre de 2019    | Madrid              | España     | Palacio Vistalegre            | N/A                                   | 11.000 / 11.000 |
| 18 de octubre de 2019    | Valencia            | España     | Auditorio Marina Norte        | N/A                                   | —               |
| 19 de octubre de 2019    | Sevilla             | España     | Auditorio Rocío Jurado        | N/A                                   | —               |
| América del Sur          |                     |            |                               |                                       |                 |
| 25 de octubre de 2019    | Lima                | Perú       | Jockey Club del Perú          | M2H                                   | 5.000 / 5.000   |
| 2 de noviembre de 2019   | Buenos Aires        | Argentina  | Hipódromo de Palermo          | Kiddo Toto, Malena Villa y Lit Killah | 25.000 / 25.000 |
| 21 de noviembre de 2019  | Ciudad de Panamá    | Panamá     | Centro de Convenciones Amador | N/A                                   | —               |
| 23 de noviembre de 2019  | Ciudad de Guatemala | Guatemala  | Explanada Cardales de Cayalá  | N/A                                   | —               |
| 7 de diciembre de 2019   | Montevideo          | Uruguay    | Antel Arena                   | N/A                                   | —               |
| 20 de enero de 2020      | Jesús María         | Argentina  | Anfiteatro José Hernández     | Festival                              | Festival        |

### Conciertos cancelados
| Fecha               | Ciudad           | País     | Lugar              | Motivo                |
| ------------------- | ---------------- | -------- | ------------------ | --------------------- |
| 18 de marzo de 2020 | Guadalajara      | México   | Auditorio Telmex   | Pandemia de COVID-19. |
| 20 de marzo de 2020 | Monterrey        | México   | Parque Fundidora   | Pandemia de COVID-19. |
| 21 de marzo de 2020 | Ciudad de México | México   | Auditorio Nacional | Pandemia de COVID-19. |
| 22 de marzo de 2020 | Ciudad de México | México   | Auditorio Nacional | Pandemia de COVID-19. |
| 4 de abril de 2020  | Bogotá           | Colombia | Club Briceño 18    | Pandemia de COVID-19. |